# Sous-vêtement
Les sous-vêtements sont l'ensemble des vêtements que l'on porte à même la peau ou plus généralement sous les vêtements.

## Fonctions

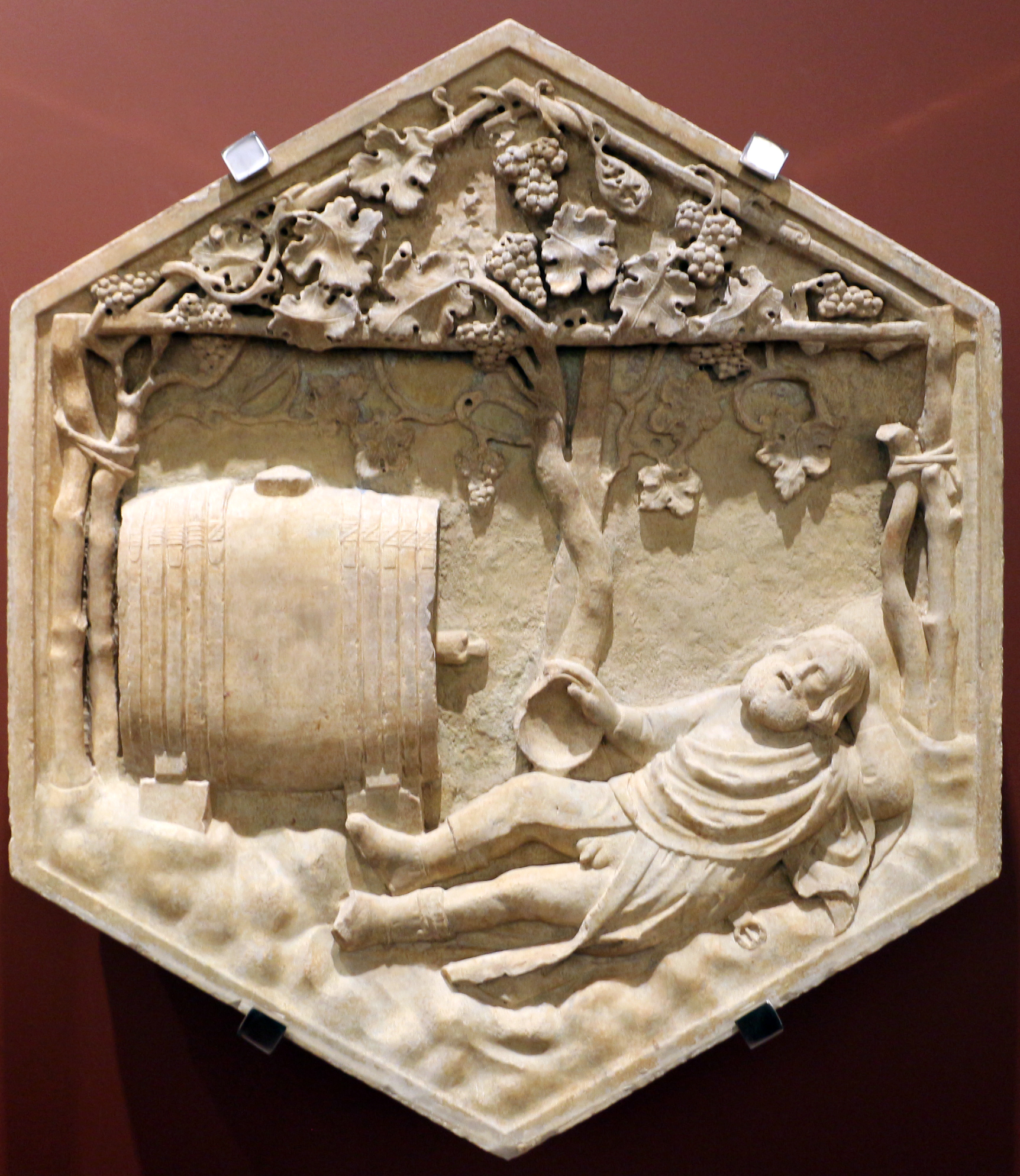
L'usage de sous-vêtement est assez tardif, son absence ne se remarquant pas ordinairement.

Historiquement, la première fonction du sous-vêtement a été de protéger la peau contre la friction et la gêne provoquée par l'envers des costumes alors richement brodés et ornementés.
Il peut servir dans une optique de pudeur si un vêtement de dessus est trop transparent, par exemple ou à l'inverse véhiculer une fonction érotique.
Il peut aussi avoir une fonction de remodelage du corps avec le corset, la gaine, le panty, la culotte dite ventre plat, etc.
Il a aussi une fonction de protection contre les rigueurs du climat : absorption de la sueur ou bien protection contre le froid, en particulier avec des sous-vêtements longs.
Depuis la fin du XXe siècle, il a aussi une fonction de protection bactériologique dans laquelle l'usage du coton est favorisé.
Dans la province canadienne de Québec, on emploie aussi le terme bobettes pour désigner les sous-vêtements, indifféremment masculins ou féminins.

## Histoire
S'il est apparu dans une notion première de confort, l'évolution du sous-vêtement est par contre étroitement liée à l'hygiène.
Depuis l'Antiquité, les femmes utilisent différents dispositifs pour leur poitrine : apodesme ou strophium, mastodeton, sangles, mamillare, brassières, bandeaux, corsets et corselets. Selon les périodes, ces dispositifs ont répondu à divers objectifs : modeler la silhouette, mettre en valeur la poitrine, faciliter les mouvements ou l'exercice sportif, mais aussi prendre en compte les convenances, touchant au monde de l'intime, voire de l'érotisme ou de la morale. Sous la toge le Romain porte aux jambes une sorte de caleçon, le subligaculum.
Au Moyen Âge, les femmes soutiennent leur poitrine par un bandeau de toile qui compresse les seins et portent sous leurs robes ou tuniques des chemises blanches, qui peuvent bouillir pour assurer une bonne hygiène. Les hommes se mettent à porter ce type de chemise à partir du XVe siècle.
L'histoire de la culotte se confond avec celle du pantalon et elle se porte successivement dessous et dessus les vêtements et les transformations majeures qu'elles subira se limiteront surtout à la longueur des jambes.
Herminie Cadolle invente en 1889 le premier soutien-gorge « moderne », appelé à cette époque corselet-gorge. En 1918, Étienne Valton, le fils du fondateur de la marque Petit Bateau, invente les premières culottes courtes sans jambes et sans bouton et remplace la laine rugueuse par la maille en coton écru blanc.
Au XIXe siècle, les gens se lavent peu mais la chemise doit être immaculée. On parlait alors pour les vêtements portés à même le corps de « tricots de peau ».
Jusque dans les années 1960, le sous-vêtement masculin est uniquement un objet d'hygiène, sans recherche ; les seuls modèles existants sont des boxers[Information douteuse] et des slips ouverts de coton blanc.
Depuis les années 1970, les fabricants de lingerie ont pris conscience de la possibilité d'étendre leur marché en proposant des sous-vêtements masculins plus séduisants, en variant la taille, la couleur, la matière, voire en ajoutant des détails précédemment typiquement féminins (string, dentelles).
La notion érotique du sous-vêtement homme s'installe dans les années 1980 ; le sous-vêtement devient un objet de mode.

## Statistiques
(février 2019).
Le magazine Vogue Hommes consacre un dossier aux habitudes des Français en matière de lingerie masculine. Le dossier comporte un sondage Ipsos permettant d'observer les évolutions du marché et révélant que les hommes dépensent de plus en plus pour leurs sous-vêtements : 35 euros en moyenne pour 3 sous-vêtements par an, qu'ils renouvellent tous les deux ans (contre 15 euros il y a 5 ans).[Quand ?]

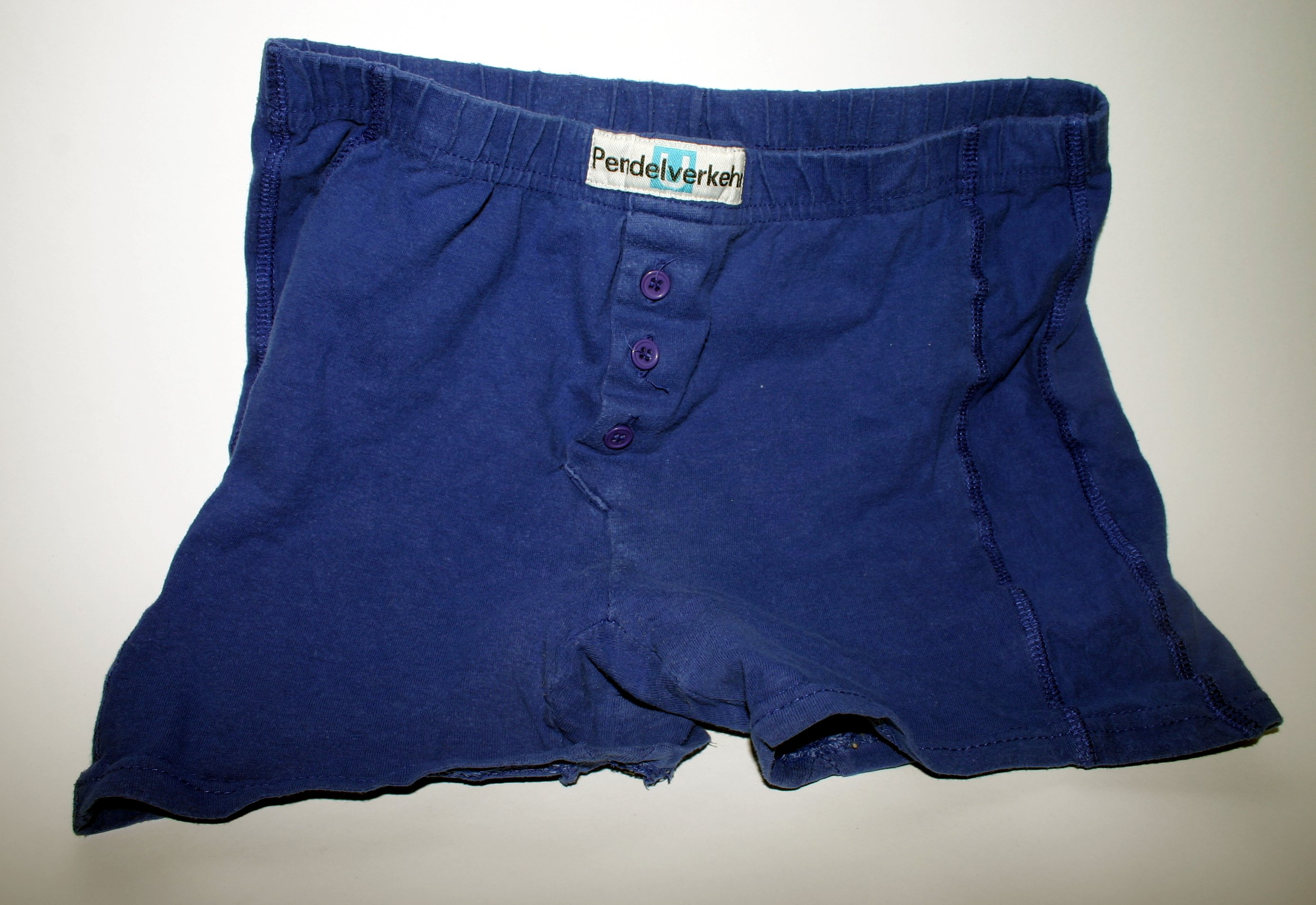
Un boxer.

Les grandes mutations du marché de la lingerie masculine sont liées aux innovations en matière de textile, et à la volonté des fabricants de faire évoluer la lingerie masculine vers des modèles plus sophistiqués, subissant un effet de mode afin d'augmenter le coût et le renouvellement des sous-vêtements. Après divers essais dans les années 1990 pour promouvoir une "lingerie masculine" avec effets de transparence, découpages, dentelles, qui n'a pas amené un bouleversement profond du marché, il semble que le boxer, qui arrive maintenant[Quand ?] en tête des sous-vêtements portés par les Français, ait répondu aux attentes des industriels. Les adolescents le plébiscitent à plus de 79 %, le préférant aux caleçons (très faiblement en avance face aux slips). Selon les individus interrogés, le boxer est considéré comme un vêtement à part entière, préféré pour son confort, sa qualité et son raffinement. Leurs ainés (20-35 ans) tendraient à en faire autant puisqu'ils adoptent de plus en plus celui-ci (68 %). Actuellement[Quand ?], le boxer capterait jusqu'à 51 % de parts de marché et serait le sous-vêtement dominant. Il aurait tendance à se banaliser (comme le string précédemment).
En 2014, la moitié des sous-vêtements masculins chez Marks & Spencer sont achetés par des femmes pour leurs compagnons ou pour elles-mêmes.

## Note
1. 1 2 3  Le Vêtement, M.N. Boutin-Arnaud, S. Tasmadjian, Éd. F. Nathan, 1997.  (ISBN 2-09-182472-0)
2. ↑  Denis Bruna, « Introduction. », dans La mécanique des dessous, 2013, p. 20
3. ↑  Julien Arbois, La vie insolite de nos ancêtres, City Edition, 2013, p. 84.
4. ↑  Daniel Lacotte, Quand votre culotte est devenue pantalon, Pygmalion 2011
5. ↑  La mode et l'enfant, 1780-2000, Paris musées, 2001, p. 250.
6. ↑  (en-GB) Morwenna Ferrier, « Why women are buying men's underwear », The Guardian,‎ 29 octobre 2014 (ISSN 0261-3077, lire en ligne, consulté le 11 mai 2017)

### Pages connexes
- Liste des sous-vêtements
- Sous-vêtements longs
- Vêtement d'intérieur
- Lingerie